# Мартін-Лейк (Міннесота)
Мартін-Лейк (англ. Martin Lake) — переписна місцевість (CDP) в США, в окрузі Анока штату Міннесота. Населення — 907 осіб (2020).

## Географія
Мартін-Лейк розташований за координатами 45°23′0″ пн. ш. 93°5′24″ зх. д. / 45.38333° пн. ш. 93.09000° зх. д. (45.383440, -93.089902).  За даними Бюро перепису населення США в 2010 році переписна місцевість мала площу 4,53 км², з яких 3,57 км² — суходіл та 0,97 км² — водойми.

## Демографія
Згідно з переписом 2010 року, у переписній місцевості мешкали 933 особи в 375 домогосподарствах у складі 267 родин. Густота населення становила 206 осіб/км².  Було 434 помешкання (96/км²).
Расовий склад населення:
| - 97,1 % — білих - 0,8 % — чорних або афроамериканців - 0,4 % — азіатів - 0,3 % — корінних американців |

До двох чи більше рас належало 1,1 %. Частка іспаномовних становила 1,8 % від усіх жителів.
За віковим діапазоном населення розподілялося таким чином: 20,8 % — особи молодші 18 років, 72,7 % — особи у віці 18—64 років, 6,5 % — особи у віці 65 років та старші. Медіана віку мешканця становила 44,5 року. На 100 осіб жіночої статі у переписній місцевості припадало 119,0 чоловіків;  на 100 жінок у віці від 18 років та старших — 119,9 чоловіків також старших 18 років.
Середній дохід на одне домашнє господарство  становив 89 820 доларів США (медіана — 67 031), а середній дохід на одну сім'ю — 99 238 доларів (медіана — 85 221). За межею бідності перебувало 8,7 % осіб, у тому числі 17,6 % дітей у віці до 18 років та 0,0 % осіб у віці 65 років та старших.
Цивільне працевлаштоване населення становило 566 осіб. Основні галузі зайнятості: освіта, охорона здоров'я та соціальна допомога — 17,3 %, виробництво — 16,8 %, будівництво — 12,7 %, оптова торгівля — 12,4 %.